# 米德韋角 (阿肯色州)
米德韋角（英語：Midway Corner）是位於美國阿肯色州克里坦登縣的一個非建制地區。該地的面積和人口皆未知。

## 地理
米德韋角的座標為35°04′07″N 90°17′37″W / 35.06861°N 90.29361°W，而該地的平均海拔高度為62米（即203英尺）。